# Dos criados malcriados
Dos criados malcriados es una película de comedia mexicana de 1960, dirigida por Agustín P. Delgado, con guion de Roberto Gómez Bolaños «Chespirito», y protagonizada por Viruta y Capulina, junto a las actrices, Teresa Velázquez y Lorena Velázquez, con la participación especial de Chespirito y Estanislao Schillinsky. Esta es la primera película del dúo cómico en la que actúan juntas las hermanas Velázquez (quienes ya habían aparecido en el cine por separado), y la primera parte de una trilogía de películas de comedia protagonizadas por Teresa y Lorena, seguida por Pilotos de la muerte y ¡En peligro de muerte! (ambas de 1962).

## Argumento
Don Antonio está en plan de casar a una de sus dos hijas, Teresa o Lorena, con un conde. Para ello alquila una mansión y contrata a Viruta y Capulina como criados para atender al conde y sus invitados, pero éstos al llegar son confundidos con el conde y su ayudante. Tiempo después al aclararse todo, Viruta y Capulina a su vez descubren que el conde y sus invitados son unos rateros, y al final, junto a Teresa y Lorena, logran vencerlos.

## Reparto
- Marco Antonio Campos como Viruta.
- Gaspar Henaine como Capulina.
- Teresa Velázquez como Teresa.
- Lorena Velázquez como Lorena.
- Manolita Saval
- Jorge «Che» Reyes como el Conde.
- Arturo Castro «Bigotón» como don Antonio.
- Pancho Córdova como el Buffalo.
- Estanislao Schillinsky como Iván.
- Roberto Gómez Bolaños «Chespirito» como el Maestro.